# Scottish League Cup 1987/88
Der Scottish League Cup wurde 1987/88 zum 42. Mal ausgespielt. Der schottische Ligapokal, der unter den Teilnehmern der Scottish Football League ausgetragen wurde, begann am 11. August 1987 und endete mit dem Finale am 25. Oktober 1987. Wurde ein Duell nach 90 Minuten plus Verlängerung nicht entschieden, kam es zum Elfmeterschießen. Die Glasgow Rangers gewannen den Titel zum 15. Mal in der Klubgeschichte im Finalspiel gegen den FC Aberdeen. Für die Rangers sollte es der Start einer Serie von drei Ligapokalsiegen in Folge sein. Der Verein gewann in den folgenden beiden Endspielen 1989 und 1990 jeweils gegen Aberdeen. 

## 1. Runde
Ausgetragen wurden die Begegnungen am 11. und 12. August 1987.
|                  | Ergebnis  |                       |
| ---------------- | --------- | --------------------- |
| FC Stenhousemuir | 1:3 n. V. | FC East Stirlingshire |
| FC Arbroath      | 1:3 n. V. | Ayr United            |
| Berwick Rangers  | 1:2 n. V. | Stirling Albion       |
| FC Cowdenbeath   | 1:3       | FC Queen’s Park       |
| FC St. Johnstone | 4:1       | Alloa Athletic        |
| FC Stranraer     | 0:3       | Albion Rovers         |

## 2. Runde
Ausgetragen wurden die Begegnungen am 18. und 19. August 1987. 
|                       | Ergebnis              |                      |
| --------------------- | --------------------- | -------------------- |
| FC East Stirlingshire | 1:3                   | Dunfermline Athletic |
| Hibernian Edinburgh   | 3:2                   | FC Montrose          |
| FC Livingston         | 1:0 n. V.             | Hamilton Academical  |
| Queen of the South    | 2:1                   | FC Falkirk           |
| FC Queen’s Park       | 0:3                   | FC Dundee            |
| FC St. Mirren         | 0:1                   | FC St. Johnstone     |
| FC Aberdeen           | 5:1                   | Brechin City         |
| Albion Rovers         | ?:? n. V. (5:3 i. E.) | FC East Fife         |
| Ayr United            | 0:1                   | FC Dumbarton         |
| Celtic Glasgow        | 3:1                   | Forfar Athletic      |
| Dundee United         | 4:1                   | Partick Thistle      |
| Heart of Midlothian   | 6:1                   | FC Kilmarnock        |
| Greenock Morton       | 1:5                   | FC Clyde             |
| FC Motherwell         | 3:1                   | Airdrieonians FC     |
| Raith Rovers          | 2:1                   | FC Clydebank         |
| Stirling Albion       | 1:2                   | Glasgow Rangers      |

## 3. Runde
Ausgetragen wurden die Begegnungen am 25. und 26. August 1987. 
|                      | Ergebnis |                    |
| -------------------- | -------- | ------------------ |
| Heart of Midlothian  | 2:0      | FC Clyde           |
| Hibernian Edinburgh  | 3:1      | Queen of the South |
| Raith Rovers         | 1:2      | Dundee United      |
| FC Aberdeen          | 3:0      | FC St. Johnstone   |
| FC Dumbarton         | 1:5      | Celtic Glasgow     |
| Dunfermline Athletic | 1:4      | Glasgow Rangers    |
| FC Livingston        | 0:3      | FC Dundee          |
| FC Motherwell        | 4:0      | Albion Rovers      |

## Viertelfinale
Ausgetragen wurden die Begegnungen am 1. und 2. September 1987.
|                 | Ergebnis  |                     |
| --------------- | --------- | ------------------- |
| FC Aberdeen     | 1:0       | Celtic Glasgow      |
| FC Dundee       | 2:1 n. V. | Dundee United       |
| FC Motherwell   | 1:0       | Hibernian Edinburgh |
| Glasgow Rangers | 4:1       | Heart of Midlothian |

## Halbfinale
Ausgetragen wurden die Begegnungen am 23. September 1987.
|               | Ergebnis |                 |
| ------------- | -------- | --------------- |
| FC Aberdeen   | 2:0      | FC Dundee       |
| FC Motherwell | 1:3      | Glasgow Rangers |

## Finale
| FC Aberdeen                                | FC Aberdeen | Glasgow Rangers | Glasgow Rangers |
| ------------------------------------------ | --- | --- | --------------- |
| FC Aberdeen                                | \| 25. Oktober 1987 in Glasgow (Hampden Park) \| \| Ergebnis: 3:3 n. V. (3:3, 1:1), 3:5 i. E. \| \| Zuschauer: 71.961 \| \| Schiedsrichter: Bob Valentine \|                                              | \| 25. Oktober 1987 in Glasgow (Hampden Park) \| \| Ergebnis: 3:3 n. V. (3:3, 1:1), 3:5 i. E. \| \| Zuschauer: 71.961 \| \| Schiedsrichter: Bob Valentine \|                                                               | Glasgow Rangers |
| FC Aberdeen                                | Jim Leighton – Stewart McKimmie, Willie Miller , Alex McLeish, Willie Falconer – Bobby Connor, Neil Simpson (Peter Weir), Jim Bett, Peter Nicholas – Joe Miller, John Hewitt Cheftrainer: Ian Porterfield | Nicky Walker – Jimmy Nicholl, Richard Gough, Stuart Munro, Graham Roberts – John McGregor (Avi Cohen), Ian Durrant, Derek Ferguson (Trevor Francis), Davie Cooper – Ally McCoist, Robert Fleck Cheftrainer: Graeme Souness | Glasgow Rangers |
| FC Aberdeen                                | 1:0 Jim Bett (9.) 2:2 John Hewitt (72.) 3:2 Willie Falconer (80.) | 1:1 Davie Cooper (22.) 1:2 Ian Durrant (40.) 3:3 Robert Fleck (87.) | Glasgow Rangers |
| FC Aberdeen                                | Elfmeterschießen | | Glasgow Rangers |
| FC Aberdeen                                | 1:1 Jim Bett Peter Nicholas 2:3 Peter Weir 3:4 John Hewitt | 0:1 Ally McCoist 1:2 Davie Cooper 1:3 Robert Fleck 2:4 Trevor Francis 3:5 Ian Durrant | Glasgow Rangers |
| 25. Oktober 1987 in Glasgow (Hampden Park) | | |                 |
| Ergebnis: 3:3 n. V. (3:3, 1:1), 3:5 i. E.  | | |                 |
| Zuschauer: 71.961                          | | |                 |
| Schiedsrichter: Bob Valentine              | | |                 |